# جينادي غيراسيموف
جينادي غيراسيموف هو دبلوماسي وصحفي وسياسي روسي، ولد في 3 مارس 1930 في ييلابوغا في روسيا، وتوفي في 14 سبتمبر 2010 في موسكو في روسيا. انتخب سفير.

## وصلات خارجية
- جينادي غيراسيموف على موقع IMDb (الإنجليزية)
- جينادي غيراسيموف على موقع مونزينجر (الألمانية)